# Squamidium macranthoides
Squamidium macranthoides là một loài Rêu trong họ Meteoriaceae. Loài này được (Hampe) Broth. ex Paris miêu tả khoa học đầu tiên năm 1909.